# Boxe nos Jogos Pan-Americanos de 2015 - Peso leve
A categoria leve do boxe nos Jogos Pan-Americanos de 2015 foi disputada entre 19 e 25 de julho no Centro Esportivo Oshawa em Oshawa, Ontário.

## Calendário
Horário local (UTC-4).
| Data        | Horário | Fase             |
| ----------- | ------- | ---------------- |
| 19 de julho | 19:35   | Preliminares     |
| 21 de julho | 19:05   | Quartas-de-final |
| 23 de julho | 19:35   | Semifinal        |
| 25 de julho | 19:20   | Final            |

## Medalhistas
| Ouro   | CUB Lázaro Álvarez             |
| Prata  | MEX Lindolfo Delgado           |
| Bronze | GUA Kevin Luna PUR osé Rosario |

## Resultados

### Chave
|  | Preliminares             | Preliminares             | Preliminares |  |  | Quartas-de-final     | Quartas-de-final     | Quartas-de-final     |   |                    | Semifinal          | Semifinal          | Semifinal |  |  | Final | Final | Final |
|  |                          |                          |              |  |  |                      |                      |                      |   |                    |                    |                    |           |  |  |       |       |       |
|  |                          |                          |              |  |  |                      |                      |                      |   |                    |                    |                    |           |  |  |       |       |       |
|  |                          |                          |              |  |  | CUB Lázaro Álvarez   | CUB Lázaro Álvarez   | 3                    |   |                    |                    |                    |           |  |  |       |       |       |
|  | DOM Elvis Rodríguez      | DOM Elvis Rodríguez      | 3            |  |  | DOM Elvis Rodríguez  | DOM Elvis Rodríguez  | 0                    |   |                    |                    |                    |           |  |  |       |       |       |
|  | VEN Luis Cabrera Machado | VEN Luis Cabrera Machado | 0            |  |  |                      |                      |                      |   | CUB Lázaro Álvarez | CUB Lázaro Álvarez | 3                  |           |  |  |       |       |       |
|  |                          |                          |              |  |  |                      | GUA Kevin Luna       | GUA Kevin Luna       | 0 |                    |                    |                    |           |  |  |       |       |       |
|  |                          |                          |              |  |  | GUA Kevin Luna       | GUA Kevin Luna       | 2                    |   |                    |                    |                    |           |  |  |       |       |       |
|  |                          |                          |              |  |  | ARG Ronan Sánchez    | ARG Ronan Sánchez    | 1                    |   |                    |                    |                    |           |  |  |       |       |       |
|  |                          |                          |              |  |  |                      |                      |                      |   |                    | CUB Lázaro Álvarez | CUB Lázaro Álvarez | 3         |  |  |       |       |       |
|  |                          |                          |              |  |  |                      | MEX Lindolfo Delgado | MEX Lindolfo Delgado | 0 |                    |                    |                    |           |  |  |       |       |       |
|  |                          |                          |              |  |  | PUR José Rosario     | PUR José Rosario     | WO                   |   |                    |                    |                    |           |  |  |       |       |       |
|  |                          |                          |              |  |  | HON Merin Zalazar    |                      |                      |   |                    |                    |                    |           |  |  |       |       |       |
|  |                          |                          |              |  |  |                      |                      |                      |   | PUR José Rosario   | PUR José Rosario   | 0                  |           |  |  |       |       |       |
|  | MEX Lindolfo Delgado     | MEX Lindolfo Delgado     | 3            |  |  |                      | MEX Lindolfo Delgado | MEX Lindolfo Delgado | 3 |                    |                    |                    |           |  |  |       |       |       |
|  | COL Faider Hernández     | COL Faider Hernández     | 0            |  |  | MEX Lindolfo Delgado | MEX Lindolfo Delgado | 3                    |   |                    |                    |                    |           |  |  |       |       |       |
|  |                          |                          |              |  |  | USA Carlos Balderas  | USA Carlos Balderas  | 0                    |   |                    |                    |                    |           |  |  |       |       |       |
|  |                          |                          |              |  |  |                      |                      |                      |   |                    |                    |                    |           |  |  |       |       |       |